# ایوب بوعدی
ایوب بوعدی (انگلیسی: Ayyoub Bouaddi؛ زادهٔ ۲ اکتبر ۲۰۰۷) بازیکن فوتبال اهل فرانسه است که در پست هافبک هجومی باشگاه فوتبال لیل بازی می کند.
وی همچنین به عنوان یکی از جوان ترین بازیکنان در لیگ قهرمانان اروپا بازی کرده است و در تیم‌های ملی فوتبال زیر ۱۶ سال فرانسه و زیر ۱۷ سال فرانسه بازی کرده‌است.